# Future Games
Future Games este al cincilea album de studio al formației rock britanice Fleetwood Mac, lansat în septembrie 1971. A fost primul lor album împreună cu chitaristul american Bob Welch, precum și primul album cu Christine McVie în calitate de membră deplină (ea a fost prezentă pe cele trei albume precedente ale formației ca muzician de studio). Fără influențele din anii 1950 ale chitaristului Jeremy Spencer formația s-a îndepărtat și mai mult de stilul blues și s-a îndreptat spre stilul pop melodic care le va aduce în cele din urmă succesul în Statele Unite patru ani mai târziu. După ce formația a finalizat înregistrarea albumului și l-a depus, casa de discuri a spus că nu va lansa un album cu doar șapte piese și a cerut înregistrarea unei a opta. "What a Shame" a fost înregistrată în grabă ca un jam pentru a îndeplini această condiție.
O versiune puternic editată a cântecului "Sands of Time" a fost lansată ca single în Statele Unite și în alte teritorii dar nu a înregistrat succes. Totuși, albumul a fost frecvent difuzat la radio. Piesa de titlu a fost reînregistrată de Bob Welch în 1979 pentru albumul său solo, The Other One. Există o versiune mai veche a cântecului "Morning Rain" sub titlul de "Start Again" înregistrată la o sesiune BBC din 5 ianuarie 1971.
Albumul a ocupat doar locul 91 în Statele Unite și a eșuat să intre în topul britanic. Cu toate acestea, a fost primul album al formației căruia să i se acorde o certificare, primind Discul de Aur din partea RIAA.

## Tracklist
1. "Woman of 1000 Years" (Kirwan) - 5:28
2. "Morning Rain" (Christine McVie) - 5:38
3. "What a Shame" (Welch, Kirwan, McVie, John McVie, Mick Fleetwood) - 2:20
4. "Future Games" (Welch) - 8:18
5. "Sands of Time" (Kirwan) - 7:23
6. "Sometimes" (Kirwan) - 5:26
7. "Lay It All Down" (Welch) - 4:30
8. "Show Me a Smile" (C. McVie) - 3:21

Durata pieselor listată aici nu este aceeași indicată pe toate CD-urile deoarece durata listată pe anumite ediții este eronată iar în unele cazuri foarte eronată. Pe unele versiuni ale albumului (în funcție de țară) "Woman of 1000 Years" este listată ca având o durată de 8:20, deși în realitate are o durată de 5:28. În mod similar, "Morning Rain" este listată ca având 6:22, având o durată reală de 5:38, iar "Sometimes" este listată ca având 6:25, deși are o durată reală de 5:26.

## Copertă
Primele ediții britanice ale albumului și câteva ediții non-britanice au un fundal galben pe care se află o fotografie cu doi copii și textul. Toate edițiile ulterioare au un fundal verde. Relansarea pe vinil din 2013 restaurează coperta originală cu fundal galben.

## Personal
Fleetwood Mac
- Danny Kirwan - chitară, voce
- Bob Welch - chitară, voce
- Christine McVie - claviaturi, voce
- John McVie - chitară bas
- Mick Fleetwood - tobe, percuție

Personal suplimentar
- John Perfect - saxofon

Producție
- Fleetwood Mac - producător
- Martin Rushent - inginer de sunet
- John Pasche - copertă
- Sally Jesse - fotografie copertă
- Edmund Shea - fotografiile de grup

## Topuri
| Top           | Poziție |
| ------------- | ------- |
| Billboard 200 | 91      |

| Regiune              | Certificări |
| -------------------- | ----------- |
| Statele Unite (RIAA) | Aur         |